# Asociación Cultural Xquenda
Asociación Cultural Xquenda A.C es una asociación cultural sin fines de lucro fundada en Oaxaca de Juárez por la cantante mexicana Susana Harp mediante la cual se han logrado apoyar diversos proyectos de artistas indígenas e independientes.

## Orígenes
Esta fundación fue creada en 1997 debido a que el Estado de Oaxaca alberga un gran número de grupos étnicos y asentamientos de pueblos quienes, en su convivencia y desarrollo a través del tiempo, han enriquecido su cultura y la han hecho florecer, siendo el objetivo básico la difusión de la cultura mexicana, con especial atención en la escena musical de Oaxaca, por lo que Asociación Cultural Xquenda ha llevado una intensa recopilación de música que está en proceso de extinción y la divulgación adecuada de los materiales investigados, pretendiendo restablecer en su entorno el puente generacional perdido.
Por medio de esta asociación se ha logrado apoyar a más de cincuenta proyectos culturales

## Características
Los objetivos de Xquenda conducen a investigar, recopilar, recuperar, difundir y divulgar las diversas manifestaciones culturales de México teniendo énfasis en la cultura musical, a través de acciones como la compilación de composiciones de tradición oral, la localización de archivos de la memoria musical, la divulgación y difusión de los hallazgos encontrados en los resultados de investigación así como el apoyo a los compositores oaxaqueños para la difusión de su obra y la protección de la propiedad intelectual de los mismos. En Xquenda se delimitan, en sus años de existencia, dos etapas como resultado de un proceso de conocimiento más profundo de la realidad que evidencia el número de artistas talentosos, las carencias materiales y las necesidades de promoción y comunicación de la cultura. 

### Primera etapa
La primera etapa de esta asociación contó con la participación de personajes de la vida cultural de México y Oaxaca, como Andrés Henestrosa, Alejandro Méndez Aquino y Daniel García Blanco, quienes han orientado y apoyado las tareas de Xquenda. 
Las actividades se concentraron en la investigación y recopilación de la música tradicional, sobre todo de aquella que se encuentra en proceso de desaparición y en la divulgación de estos invaluables materiales, a través de producciones discográficas y eventos de difusión en radio, televisión y conciertos. 
Por otro lado, se apoyaron a intérpretes de música tradicional oaxaqueña, música con instrumentos prehispánicos, música de banda y música contemporánea, con la producción de discos y acciones de divulgación. 

### Segunda etapa
La segunda etapa, consiste en abrir el apoyo a talentosos músicos mexicanos contemporáneos, compositores e intérpretes, que se expresan en diferentes géneros musicales como bolero, jazz, trova, chilena, entre otros. Asimismo se han difundido otras expresiones culturales como la poesía y la fotografía, creadas por artistas oaxaqueños, en las que Xquenda ha realizado acciones de divulgación y promoción de sus obras, tanto en México como en el extranjero. 
Otra significativa tarea que se ha llevado a cabo es la vinculación entre personas e instituciones que generosamente hacen una serie de donaciones así como instituciones receptoras de recursos, para el desarrollo de actividades educativas, musicales y artísticas. 

## Objetivos
- Compilar las composiciones de tradición oral de los habitantes de pueblos indígenas que guardan en la memoria su herencia cultural.
- Divulgar los trabajos realizados.
- Realizar conciertos y eventos donde el público pueda acercarse a la cultura. En estos eventos se puede invitar a otros artistas como: pintores, escritores y, en general, representantes de diversas disciplinas artísticas.
- La difusión de la música mexicana a través de formatos profesionales de audio.
- Apoyar a los intérpretes de música oaxaqueña tradicional y contemporánea.
- Difundir la obra de compositores mexicanos.
- Proteger la propiedad intelectual de las personas y respetar la memoria viva de los pueblos indígenas.

## Artistas de Xquenda
- Lorena y Los Alebrijes
- Susana Harp
- Lila Downs
- Olinka
- Héctor Infanzón
- Omar Guzmán
- Horacio Franco
- Centro de Capacitación Musical y Desarrollo de la Cultura Mixe (Cecam)
- Fernando de la Mora
- Miguel Ángel Samperio
- Andrés Alfonso Vergara
- Alejandra Robles
- Olivia Gorra
- Pasatono
- Banda Filarmónica de San Bartolomé Zoogocho
- Gugu Huíini
- Son de Madera
- Gustavo López

## Premios
La labor de Xquenda ha sido reconocida con distinciones como:
- 2003: Declarada de Utilidad Pública por el Ayuntamiento de Oaxaca de Juárez.[2]

- 2006: Premio Lunas del Auditorio por su labor de recopilación y difusión de la cultura de comunidades indígenas.[3]
- 2007: Premio Alternativa a la Mejor Labor Cultural.